# تاكيشي كواكامي
تاكيشي كواكامي (باليابانية: 川上猛؛ بالكانا: かわかみ たけし) هو لاعب شوغي ‏ ياباني، ولد في 12 يوليو 1972 في أداتشي في اليابان.